# 李重誨
李重诲（946年—1013年），宋代应州金城人。祖父李高，后唐庄宅使、奖州刺史。父李彦荣，在辽国做官，担任环州刺史。重诲曾经担任辽国应州马步军都指挥使。太平兴国五年（981年），宋军潘美出师抵御辽军进攻，李重诲在萧咄李军中出征。萧军与潘美的军队在代州北岭交战，大败。潘美斩杀萧咄李，生擒李重诲献给宋太宗。太宗召见他后，任命他为邓州马步军都指挥使。适逢赵普出镇邓州，奏监州军。 
雍熙三年，召还东京，而后担任武州刺史，外派为忻州都巡检、缘边十八砦招安制置使，赐服带、鞍马。辽军侵扰边关，李重诲带领所部与辽军作战，胜利后缴获大量羊马和铠甲。宋太宗下诏赞赏他。适逢岭南蛮族造反，改任广、桂、融、宜、柳州招安捉贼使，得到处理事务可以不须请示的权力。
至道初年，李重诲在多次升迁后担任泾原仪渭镇戎军钤辖。咸平三年（1001年），改任邠宁环庆路。因为转运粮饷至灵武时所部侦查不力，在积石军被虏骑于道路上袭击，营部大乱而被处罚，除去名籍，流放光州。五年（1006年），复出担任内殿崇班、鄜延驻泊都监，不久转任崇仪使。景德中，赵德明已经归顺，有人说以麟、府谋可能有异心。宋真宗认为泾原是兵家重地，怕情况有变，于是任命重诲为泾原钤辖以防万一。又改任益州、皇城使。大中祥符六年(1013年)，去世，年六十八。

## 延伸阅读
[在维基数据编辑]
 《宋史/卷280》，出自脱脱《宋史》